# American Football League of China 2014
La American Football League of China 2014 è stata la 2ª edizione del campionato cinese di football americano di primo livello, organizzato dalla AFLC.
La finale è stata giocata il 14 dicembre 2014.

## Squadre partecipanti
| Club                | Città     | Stadio | Sponsor ufficiale | Risultato nella stagione 2013 |
| ------------------- | --------- | ------ | ----------------- | ----------------------------- |
| Beijing Cyclones    | Pechino   |        |                   |                               |
| Chengdu Mustangs    | Chengdu   |        |                   |                               |
| Chongqing Dockers   | Chongqing |        |                   |                               |
| Guangzhou Apaches   | Canton    |        |                   |                               |
| Guangzhou Goats     | Canton    |        |                   |                               |
| Hangzhou Ospreys    | Hangzhou  |        |                   |                               |
| Hong Kong Cobras    | Hong Kong |        |                   |                               |
| Hong Kong Warhawks  | Hong Kong |        |                   |                               |
| Shanghai Nighthawks | Shanghai  |        |                   |                               |
| Shanghai Titans     | Shanghai  |        |                   |                               |
| Shanghai Warriors   | Shanghai  |        |                   |                               |
| Wuxi Tridents       | Wuxi      |        |                   |                               |

## Stagione regolare

### Calendario

#### 1ª giornata
| 13 settembre 2014 | Hangzhou Ospreys | 14 – 44 | Shanghai Nighthawks |  |

| 13 settembre 2014 | Chongqing Dockers | 36 – 20 | Chengdu Mustangs |  |

| 14 settembre 2014 | Shanghai Warriors | 25 – 14 | Shanghai Titans |  |

| 14 settembre 2014 | Guangzhou Goats | 0 – 9 | Hong Kong Cobras |  |

| 14 settembre 2014 | Guangzhou Apaches | 7 – 18 | Hong Kong Warhawks |  |

| 14 settembre 2014 | Wuxi Tridents | 12 – 0 | Beijing Cyclones |  |

#### 2ª giornata
| 20 settembre 2014 | Hangzhou Ospreys | 0 – 34 | Shanghai Titans |  |

| 21 settembre 2014 | Guangzhou Apaches | 6 – 30 | Guangzhou Goats |  |

| 21 settembre 2014 | Beijing Cyclones | 6 – 14 | Chongqing Dockers |  |

| 21 settembre 2014 | Wuxi Tridents | 14 – 6 | Chengdu Mustangs |  |

#### 3ª giornata
| 27 settembre 2014 | Shanghai Nighthawks | 26 – 22 | Shanghai Warriors |  |

| 27 settembre 2014 | Hong Kong Warhawks | 12 – 32 | Hong Kong Cobras |  |

#### 4ª giornata
| 18 ottobre 2014 | Guangzhou Goats | 14 – 28 | Shanghai Nighthawks |  |

| 18 ottobre 2014 | Chongqing Dockers | 0 – 40 | Shanghai Warriors |  |

| 19 ottobre 2014 | Guangzhou Apaches | 6 – 14 | Hangzhou Ospreys |  |

| 19 ottobre 2014 | Beijing Cyclones | 12 – 32 | Hong Kong Warhawks |  |

| 19 ottobre 2014 | Wuxi Tridents | 0 – 84 | Shanghai Titans |  |

| 19 ottobre 2014 | Chengdu Mustangs | 2 – 48 | Hong Kong Cobras |  |

#### 5ª giornata
| 1º novembre 2014 | Hong Kong Cobras | 16 – 0 | Guangzhou Apaches |  |

| 1º novembre 2014 | Hong Kong Warhawks | 80 – 6 | Guangzhou Goats |  |

| 1º novembre 2014 | Chongqing Dockers | 56 – 0 | Wuxi Tridents |  |

| 2 novembre 2014 | Shanghai Titans | 19 – 12 | Shanghai Nighthawks |  |

| 2 novembre 2014 | Shanghai Warriors | 41 – 0 | Hangzhou Ospreys |  |

#### 6ª giornata
| 8 novembre 2014 | Chengdu Mustangs | 6 – 48 | Beijing Cyclones |  |

#### 7ª giornata
| 15 novembre 2014 | Shanghai Nighthawks | 47 – 6 | Hangzhou Ospreys |  |

| 15 novembre 2014 | Hong Kong Cobras | 28 – 7 | Hong Kong Warhawks |  |

| 15 novembre 2014 | Chengdu Mustangs | 6 – 38 | Chongqing Dockers |  |

| 16 novembre 2014 | Shanghai Titans | 20 – 13 | Shanghai Warriors |  |

| 16 novembre 2014 | Guangzhou Goats | 20 – 10 | Guangzhou Apaches |  |

| 16 novembre 2014 | Beijing Cyclones | 21 – 0 | Wuxi Tridents |  |

### Classifiche
Le classifiche della regular season sono le seguenti:
- PCT = percentuale di vittorie, G = partite giocate, V = partite vinte,  P = partite perse, PF = punti fatti, PS = punti subiti

#### AFLC North
| Pos. | Squadra           | PCT  | G | V | N | P | PF  | PS  |
| ---- | ----------------- | ---- | - | - | - | - | --- | --- |
| 1    | Chongqing Dockers | .800 | 5 | 4 | 0 | 1 | 144 | 72  |
| 2    | Beijing Cyclones  | .400 | 5 | 2 | 0 | 3 | 87  | 64  |
| 3    | Wuxi Tridents     | .400 | 5 | 2 | 0 | 3 | 26  | 167 |
| 4    | Chengdu Mustangs  | .000 | 5 | 0 | 0 | 5 | 40  | 184 |

#### AFLC South
| Pos. | Squadra            | PCT   | G | V | N | P | PF  | PS  |
| ---- | ------------------ | ----- | - | - | - | - | --- | --- |
| 1    | Hong Kong Cobras   | 1.000 | 5 | 5 | 0 | 0 | 133 | 21  |
| 2    | Hong Kong Warhawks | .600  | 5 | 3 | 0 | 2 | 149 | 85  |
| 3    | Guangzhou Goats    | .400  | 5 | 2 | 0 | 3 | 70  | 133 |
| 4    | Guangzhou Apaches  | .000  | 5 | 0 | 0 | 5 | 29  | 98  |

#### AFLC East
| Pos. | Squadra             | PCT  | G | V | N | P | PF  | PS  |
| ---- | ------------------- | ---- | - | - | - | - | --- | --- |
| 1    | Shanghai Titans     | .800 | 5 | 4 | 0 | 1 | 171 | 50  |
| 2    | Shanghai Nighthawks | .800 | 5 | 4 | 0 | 1 | 157 | 75  |
| 3    | Shanghai Warriors   | .600 | 5 | 3 | 0 | 2 | 141 | 60  |
| 4    | Hangzhou Ospreys    | .200 | 5 | 1 | 0 | 4 | 34  | 172 |

## Playoff

### Tabellone
|  | Semifinali | Semifinali          | Semifinali |                     |    | II Finale       | II Finale | II Finale |  |
|  |            |                     |            |                     |    |                 |           |           |  |
|  | 1N         | Chongqing Dockers   | 25         |                     |    |                 |           |           |  |
|  | 1N         | Chongqing Dockers   | 25         |                     |    |                 |           |           |  |
|  | 1E         | Shanghai Titans     | 38         |                     |    |                 |           |           |  |
|  | 1E         | Shanghai Titans     | 38         |                     | 1E | Shanghai Titans | 26        |           |  |
|  |            |                     |            |                     | 1E | Shanghai Titans | 26        |           |  |
|  |            |                     | 2E         | Shanghai Nighthawks | 28 |                 |           |           |  |
|  | 2E         | Shanghai Nighthawks | 2E         | Shanghai Nighthawks | 28 | 20              |           |           |  |
|  | 2E         | Shanghai Nighthawks |            |                     |    |                 |           |           |  |
|  | 1S         | Hong Kong Cobras    | 13         |                     |    |                 |           |           |  |

### Semifinali
| 29 novembre 2014 | Shanghai Nighthawks | 20 – 13 | Hong Kong Cobras |  |

| 29 novembre 2014 | Chongqing Dockers | 25 – 38 | Shanghai Titans |  |

### II Finale
| 14 dicembre 2014 | Shanghai Titans | 26 – 28 | Shanghai Nighthawks |  |

## Verdetti
- Shanghai Nighthawks Campioni della Cina 2014